# Pride 30
Pride 30: Starting Over (também promovido como Fully Loaded fora do Japão) foi um evento de artes marciais mistas promovido pelo Pride Fighting Championships, ocorrido em 23 de outubro de 2005 na Saitama Super Arena em Saitama, Japão.